# Clostridium straminisolvens
Il Clostridium straminisolvens è una specie di batterio appartenente alla famiglia delle Clostridiaceae.